# Hirano-Schrein

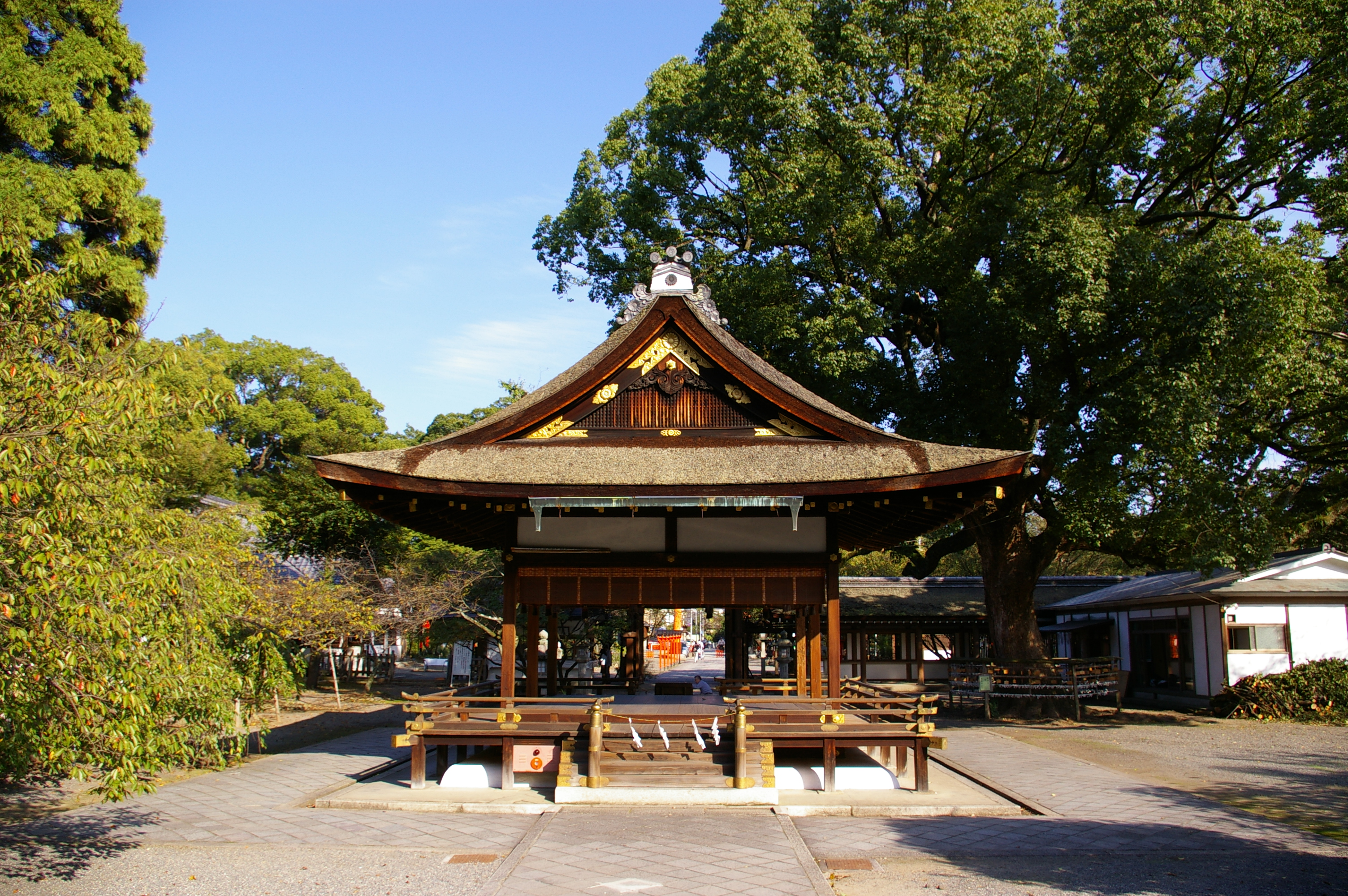
Gebetshalle (haiden) des Schreins

Der Hirano-Schrein (jap. 平野神社, Hirano-jinja) ist ein Shintō-Schrein im Stadtbezirk Kita-ku der Stadt Kyōto. In der Heian-Zeit gehörte er zum System der 22 Schreine und hatte den Rang eines Oberen Schreins.
Er wurde im Jahr 794 auf Geheiß des Kammu-tennō mit dem Umzug der Hauptstadt nach Heian-kyō (das heutige Kyōto) gebracht, wo er oft von Mitgliedern der kaiserlichen Familie besucht wurde. Später erfreute er sich besonderer Unterstützung durch die Minamoto und Taira.
Die gegenwärtigen Bauten des Schreins stammen aus dem 17. Jahrhundert. Ungewöhnlich sind die vier Honden, eine für jeden Kami. Diese sind:
1. Imaki-no-sumeōkami (今木皇大神), Gottheit des Ursprungs neuen Lebens und der Werdung der Lebenskraft
2. Kudo-no-ōkami (久度大神), Gottheit des Herdes und Gottheit des alltäglichen Wohlergehens
3. Furuaki-no-ōkami (古開大神), Gottheit zur Beseitigung böser Geister
4. Hime-no-ōkami (比売大神), Gottheit der Produktivität

Die vier Gottheiten sind vermutlich koreanischen Ursprungs, wobei Imaki mit dem Lichtgott des Königreichs Baekje identifiziert wird, aus dessen Herrscherfamilie Kammus Mutter stammte.

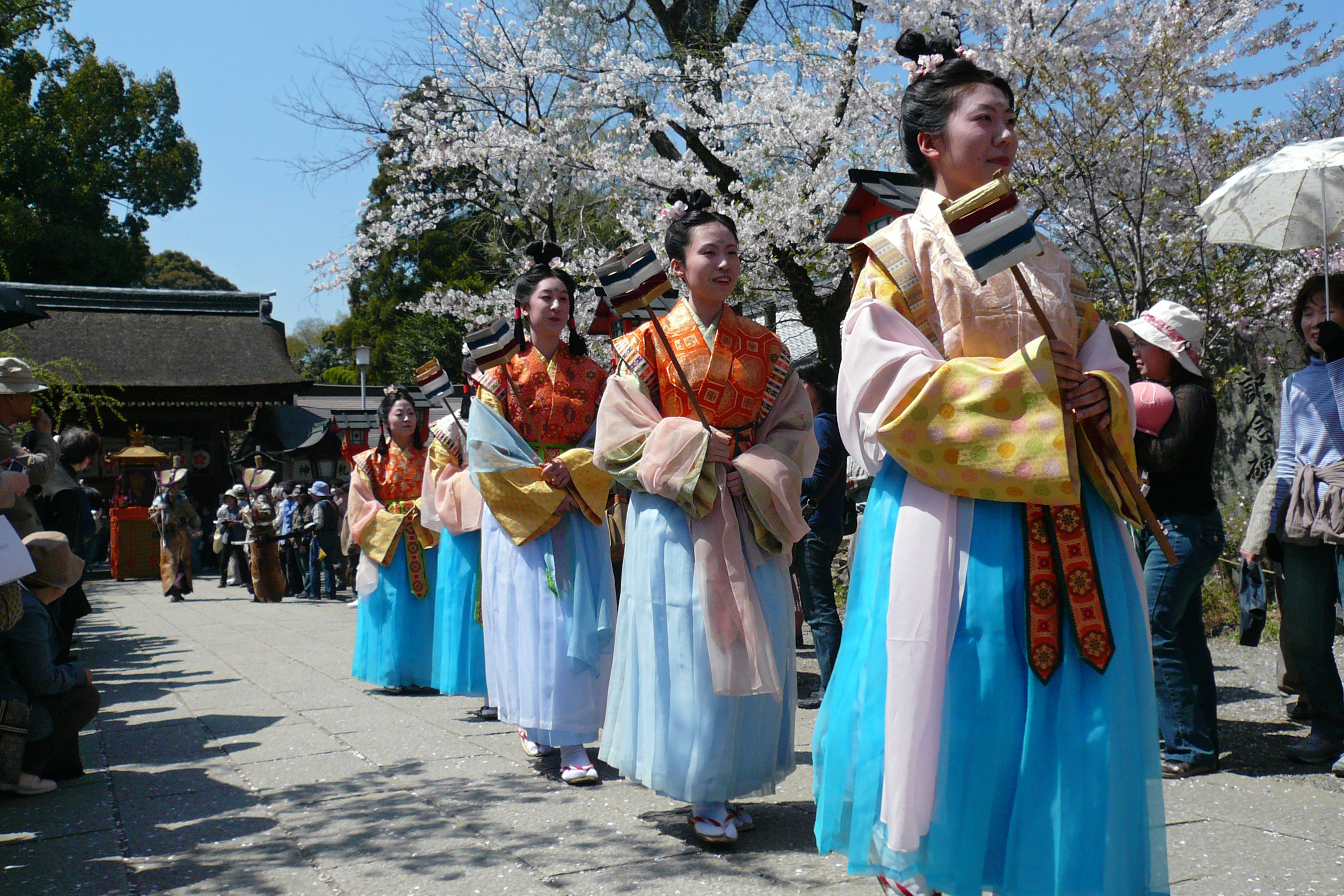
Sakura-matsuri, 2009

Kudo und Furuaki (auch Furuseki gelesen) ist auch der Titel des gleichnamigen Norito, einem antiken Gebet das im 927 komplettierten Engishiki überliefert ist, aber wahrscheinlich sehr viel älter ist. Ein weiteres darin überliefertes Norito wurde anlässlich des alljährlich im 4. und 11. Monat veranstalteten Festzeremonie Hirano no matsuri (平野祭) rezitiert, das wohl aus dem späten 8./9. Jahrhundert stammt. Das zwei der 27 überlieferten Norito sich auf den Hirano-Schrein beziehen, zeugt von dessen damaliger Bedeutung.
Der Schrein richtet jedes Jahr am 10. April ein Kirschblüten-Fest (sakura-matsuri) aus. Es wurde zum ersten Mal im Jahr 985 unter der Herrschaft des Kazan-tennō begangen und ist damit das älteste noch regelmäßig gefeierte Fest in Kyōto. Das Fest beginnt am Morgen mit einer Zeremonie am Mausoleum des Kazan-tennō, am Nachmittag folgen Prozessionen mit traditionellen Verkleidungen und Festwagen über das Schreingelände und durch die benachbarten Viertel.
Der Hirano-Schrein ist besonders bekannt und beliebt für seine Flora. Dazu gehören 1500 Schönfrucht-Bäume, die 1994 zur 1200-Jahr-Feier der Ankunft der Gottheiten im Schrein angepflanzt wurden. Auch für Hanami ist der Schrein ein populärer Ort.